# Paus Gregorius XIV
Paus Gregorius XIV, geboren als Niccolò Sfondrati (Varese, 11 februari 1535 – Rome, 16 oktober 1591) was paus van 1590 tot aan zijn dood.
Gregorius XIV werd geboren in een voorname familie in Somma Lombardo in Varese, gelegen in het toenmalige Hertogdom Milaan. Zijn moeder overleed bij zijn geboorte, zijn vader was senator in de Senaat van Milaan. In 1544 werd zijn vader door Paus Paulus III tot kardinaal verheven.
Zelf studeerde hij in Perugia en in Padua, waarna hij in 1560 tot priester werd gewijd. In hetzelfde jaar volgde zijn wijding tot bisschop van Cremona. Dat gaf hem de gelegenheid om tussen 1561 en 1563 deel te nemen aan het Concilie van Trente.
In 1583 werd hij door Paus Gregorius XIII bevorderd tot kardinaal. Bij het Conclaaf van 1590 speelde Filips II een belangrijke rol. Hij liet een lijst opstellen van 7 kardinalen die wat hem betreft papabile waren. Sfondrati was een van hen. Na twee maanden conclaaf werd hij uiteindelijk gekozen. Meteen na zijn verkiezing vaardigde hij een bul uit waarin hij excommunicatie stelde op weddenschappen die werden afgesloten op de uitkomst van een conclaaf. Tijdens zijn korte pontificaat nam hij het op voor de katholieken die in Frankrijk verwikkeld waren in een strijd met de hugenoten. In dat kader excommuniceerde hij de Franse koning Hendrik IV, die zich opwierp als leider van de hugenoten.
Hij benoemde vijf kardinalen, waaronder een neef, die dienstdeed als zijn staatssecretaris.
Hij overleed aan een galsteen, die – volgens de overlevering – zeventig gram woog.
Cursief: tegenpaus
- Biblioteca Nacional de España: XX958441
- Bibliothèque nationale de France: cb13492438d (data)
- Catàleg d'autoritats de noms i títols de Catalunya: 981058518539206706
- Gemeinsame Normdatei: 10014263X
- International Standard Name Identifier: 0000 0000 6299 1592
- Library of Congress Control Number: n90000056
- Nationale Bibliotheek van Tsjechië: jo2006219826
- Nationale bibliotheek van Australië: 35686041
- Nationale Bibliotheek van Israël: 987007397415905171
- Nationale Bibliotheek van Polen: a0000002334165
- Nederlandse Thesaurus van Auteursnamen: 072482591
- Istituto Centrale per il Catalogo Unico: BVEV071850
- SNAC: w6kw6v6c
- Système universitaire de documentation: 075227835
- Trove: 1042327
- Union List of Artist Names: 500355722
- Virtual International Authority File: 295180128
- WorldCat: E39PBJmhPXpTWhxQFVKpwr8KVC